# Landtagswahl in Oberösterreich 1973
- SPÖ: 24
- ÖVP: 28
- FPÖ: 4

Die Landtagswahl in Oberösterreich 1973 fand am 21. Oktober 1973 statt. Dabei konnte die ÖVP nach den hohen Verlusten 1967 wieder zulegen, wurde wieder deutlich stärkste Partei vor der SPÖ, die in ähnlichem Umfang verlor, und erreichte die Hälfte der Mandate.
|                                         | Ergebnisse 1973 | Ergebnisse 1973 | Ergebnisse 1973 | Ergebnisse 1967  | Ergebnisse 1967  | Ergebnisse 1967  | Differenzen | Differenzen | Differenzen |
| --------------------------------------- | --------------- | --------------- | --------------- | ---------------- | ---------------- | ---------------- | ----------- | ----------- | ----------- |
| Wahlberechtigte                         | 778.773         | 778.773         | 778.773         | 739.213          | 739.213          | 739.213          | + 39.560    | + 39.560    | + 39.560    |
| Wahlbeteiligung                         | 92,19 %         | 92,19 %         | 92,19 %         | 92,30 %          | 92,30 %          | 92,30 %          | − 0,11 %    | − 0,11 %    | − 0,11 %    |
|                                         | Stimmen         | %               | Mand.           | Stimmen          | %                | Mand.            | Stimmen     | %           | Mand.       |
| Abgegebene Stimmen                      | 717.932         |                 |                 | 682.267          |                  |                  | + 35.665    |             |             |
| Ungültig                                | 12.249          | 1,71 %          |                 | 13.924           | 2,04 %           |                  | − 1.675     | − 0,33 %    |             |
| Gültig                                  | 705.683         | 98,29 %         |                 | 668.343          | 97,96 %          |                  | + 37.340    | + 0,33 %    |             |
| Partei                                  |                 |                 |                 |                  |                  |                  |             |             |             |
| Österreichische Volkspartei (ÖVP)       | 334.468         | 47,70 %         | 28              | 302.135          | 45,21 %          | 23               | + 32.333    | + 2,49 %    | + 5         |
| Sozialistische Partei Österreichs (SPÖ) | 306.003         | 43,36 %         | 24              | 307.125          | 45,95 %          | 23               | − 1.122     | − 2,59 %    | + 1         |
| Freiheitliche Partei Österreichs (FPÖ)  | 54.094          | 7,67 %          | 4               | 49.984           | 7,48 %           | 2                | + 4.110     | + 0,19 %    | + 2         |
| Kommunisten u. Linkssozialisten (KLS)   | 6.301           | 0,89 %          | –               | 5.589            | 0,84 %           | –                | + 712       | + 0,05 %    | ± 0         |
| Nationaldemokratische Partei (NDP)      | 2.817           | 0,38 %          | –               | nicht kandidiert | nicht kandidiert | nicht kandidiert | + 2.817     | + 0,38 %    | ± 0         |
| Gesamt                                  | 705.683         | 100,00 %        | 56              | 668.343          | 100,00 %         | 48               | + 37.340    | + 0,33 %    | + 8         |